# 岩岡ヒサエ
岩岡 ヒサエ（いわおか ヒサエ、1976年7月17日 - ）は、日本の漫画家、元同人作家。女性。千葉県出身。

## 略歴
女子美術大学洋画科卒業。コンピュータ関係の会社に在籍中、『月刊アフタヌーン』（講談社）に投稿。その後同人作家となる。
2002年に『ゆめの底』でアフタヌーン四季賞佳作入選しデビュー。その後、『しろいくも』で『月刊IKKI』（小学館）第7回イキマンを受賞。
『土星マンション』で、第15回文化庁メディア芸術祭マンガ部門大賞を受賞。女性漫画家の単独受賞としてはこうの史代、一色まことに続き3人目である。過去にも同賞の最終選考候補に、2005年度（第9回）の『しろいくも』、2006年度（第10回）の『ゆめの底』、2010年度（第14回）の『星が原あおまんじゅうの森』が選ばれており、ぬいぐるみ、イラストなど多彩な才能を発揮している。
2009年に青木俊直、イシデ電、志村貴子、谷川史子らと同人サークル「腹ペコ戦隊はしレンジャー」を結成した。2017年、『孤食ロボット』がテレビドラマ化された。

## 作風
「幻想的で繊細な絵」と、「確かなテーマのもとに紡がれる物語」が岩岡の魅力とされている。

## 作品リスト
- しろいくも
- 花ボーロ
- ゆめの底（同人作家時代から執筆）
- 土星マンション
- オトノハコ
- 星が原あおまんじゅうの森
- ねこみち（2006年 - 、ねこぱんち、少年画報社）
- パーマネント-まんがの詰め合わせ-
- なりひらばし電器商店
- 孤食ロボット（2012年[2] - 2023年[3]、『ガールズジャンプ』第2号[2]→『ジャンプ改』2013年12月号[4] - 2014年11月号[5]→『Cookie』2015年1月号[6] - 2023年7月号[3]、集英社）
- コミック星新一 逃走の道（原作：星新一、『ミステリーボニータ』2014年1月号[7]）- 読切
- 『きちじつごよみ』祥伝社〈フィールコミックス〉既刊2巻（『フィール・ヤング』2017年2月号[8] - 連載中）
  1. 2020年1月24日発売[9][10]、ISBN 978-4-396-76780-8
  2. 2024年10月8日発売[11]、ISBN 978-4-396-75056-5
- 風穴路（『グランドジャンプ』2021年16号[12]） - 読切

### イラスト
- なのはなフラワーズ 第1巻（2009年、青木俊直著、芳文社） - 帯イラスト&コメント寄稿
- 明日の水は大丈夫?（2009年、橋本淳司著、技術評論社） - 表紙イラスト&挿画
- 間違う力 オンリーワンの10か条（2010年、高野秀行著、メディアファクトリー） - 表紙イラスト